# Sèrie 3000 de FGC
La sèrie 3000 de Ferrocarrils de la Generalitat de Catalunya va estar formada per quinze automotors dièsel de vía mètrica de dues marques diferents (3001-3004 de la marca Ferrostaal i 3005-3015 de la marca MAN), a més de tres remolcs que formaren la sèrie 4000. Aquests vehicles varen ser adquirits per la Compañía General de los Ferrocarriles Catalanes (CGFC), i després propietat de Ferrocarrils de Via Estreta (FEVE), quan la CGFC va abandonar la explotació de les seves línies, i després de FGC, quan es va crear aquesta empresa pública l'any 1979.
Van ser posats en servei entre els anys 1959 i 1968, i inicialment eren automotors i remolcs independents, que es podien acoblar en comandament múltiple. Sempre van circular a les línies que avui es coneixen com a Llobregat-Anoia. Entre els anys 1986 i 1988, FGC els va modernitzar completament, i els va acoblar de forma permanent en cinc unitats de tren de tres cotxes. Es varen retirar del servei comercial el 31 de gener de 1999, malgrat que encara van sobreviure uns anys més a la pròpia xarxa ferroviària de FGC. Més endavant, alguns es van vendre als Ferrocarrils de la Generalitat Valenciana (FGV) i FEVE.

## Els automotors dièsel i remolcs Ferrostaal

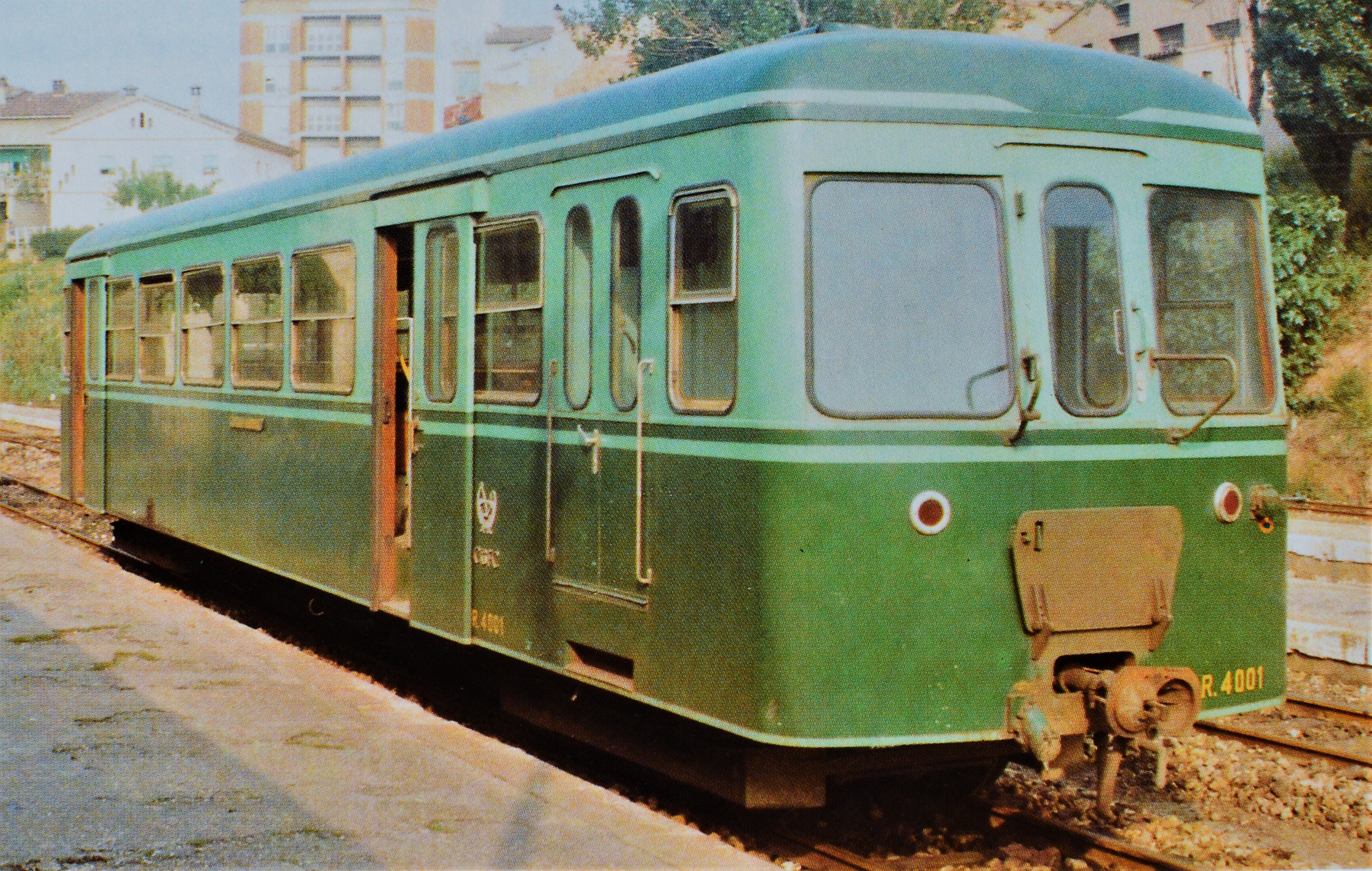

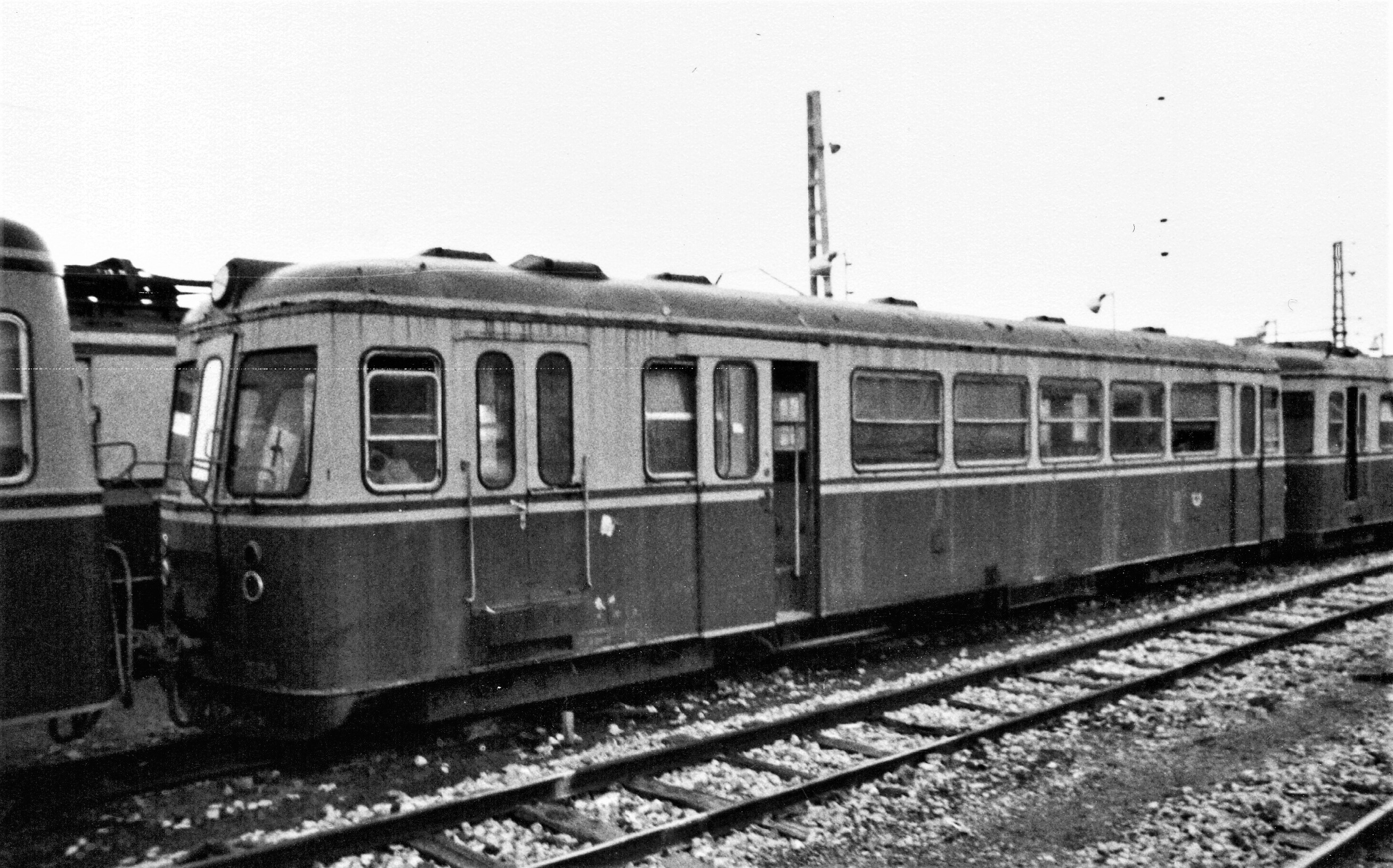

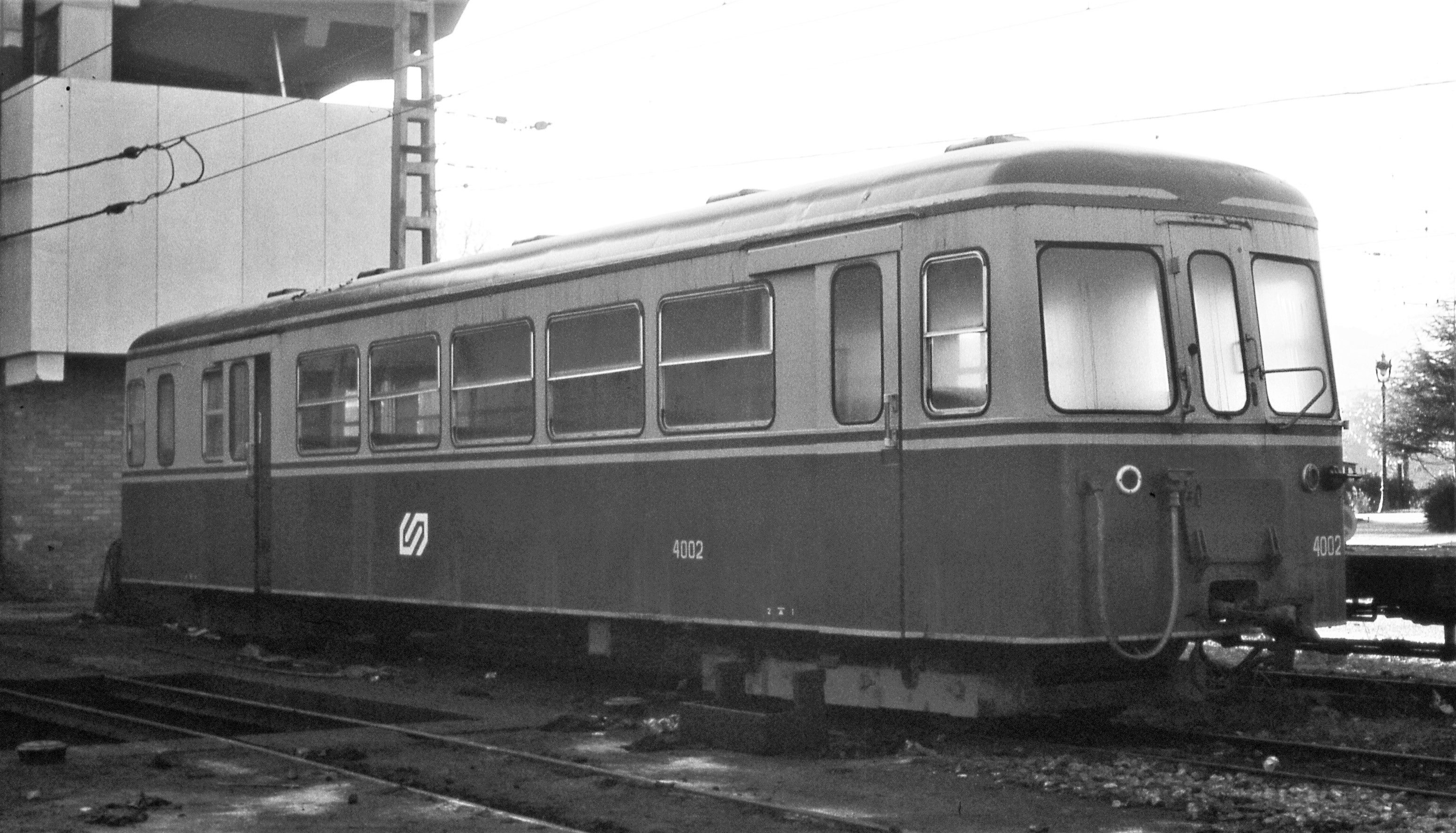

### Introducció
El procés de reconstrucció del ferrocarril espanyol després de la Guerra Civil va ser molt lent, començant per les instal·lacions i material rodant existent per tal de poder tornar a oferir un servei acceptable. Al principi de la postguerra, es va decidir nacionalitzar els ferrocarrils de vía ample, que fins llavors estaven en mans de companyies privades, creant la Red Nacional de los Ferrocarriles Españoles (RENFE) l'any 1941. Juntament amb aquesta xarxa, existien una multitud de línies de vía estreta que eren explotades bé per diverses empreses privades (la majoria), o directament pel mateix Estat espanyol a través de l'organisme Explotación de Ferrocarriles por el Estado (EFE), creat l'any 1926 per rescatar les línies ferroviàries que havien declarat fallida.
Després de la primera fase de reconstrucció, als anys cinquanta del segle XX es va entrar en una segona fase, amb l'adquisició de nous vehicles. El 17 de juliol de 1953, el dictador Franco va signar una llei sobre un "plan de mejora y ayuda del Estado a los ferrocarriles de vía estrecha." Aquest pla oferia diverses ajudes econòmiques als ferrocarrils de via estreta, destinades tant a les línies explotades per EFE, com a les que eren propietat d'empreses privades. Pel que fa al material rodant, el pla preveia l'adquisició, per part de l'Estat, de diverses sèries de vehicles de models unificats, amb l'objectiu de reduir el preu d'adquisició, i repartir-los entre les diverses empreses que demanaren aquestes ajudes, a les quals se'ls facilitaria els pagaments. Com a conseqüència d'aquest pla, es van adquirir les locomotores dièsel de les sèries 1000 (Alsthom), 1100 (Creusot) i 1200 (Batignolles); els automotors dièsel i remolcs de les sèries 2000/5000 (Ferrostaal) i 2100/5100 (Billard); i els automotors elèctrics i remolcs de la sèrie 3000/6000 (Naval). Aquestes sèries van ser assignades per l'Estat i, en alguns casos, les empreses privades els van canviar els números.
A final de l'any 1956, el Ministerio de Obras Públicas franquista va signar el contracte amb l'empresa alemanya Ferrostaal A.G., de la localitat d'Essen, per a l'adquisició de 25 automotors dièsel (números 2001 a 2006 i 2011 a 2029) i 10 remolcs del mateix tipus (números 5001 a 5005 i 5011 a 5015), dels quals se'n varen adquirir quatre més l'any 1963 (números 5016 a 5019). Ferrostaal va subcontractar la construcció dels 39 vehicles, deu d'ells amb l'empresa alemanya Maschinenfabrik Esslingen AG (números 2001 a 2004, 2011 i 5001 a 5005), i la resta amb l'empresa espanyola Compañía Euskalduna de Construcción y Reparación de Buques S.A., més coneguda com a Astilleros Euskalduna, que els va fabricar a la seva factoria de Villaverde Bajo. A més, deu vehicles es varen fabricar amb ample de via de 914 mm (una iarda anglesa, els números 2001 a 2005 i 5001 a 5005), i la resta amb ample de via mètric.

### Història
Originalment, l'Estat va assignar a la Compañía General de los Ferrocarriles Catalanes (CGFC) tres automotors (números 2014 a 2016) i tres remolcs (números 5011 a 5013). Varen ser rebuts als tallers de Martorell entre l'octubre de 1957 i el gener de 1959. Poc després, el maig de 1959, es va intercanviar el remolc 5011 per l'automotor 2022, quedant finalment la sèrie formada per quatre automotors i dos remolcs. La CGFC va rematricular tots els vehicles, de la següent manera:
- Els automotors 2014, 2015 i 2016 van ser renumerats com 3001, 3002 i 3003, respectivament, sent autoritzats a circular el 10 de febrer de 1959.
- L'automotor 2022 va ser renumerat com 3004, sent autoritzat a circular l'1 de juliol de 1959.[4]
- Els remolcs 5012 i 5013 van ser renumerats com 4002 i 4001, respectivament.[5]

Aquests vehicles es van injaugurar el 10 de febrer de 1959, amb un viatge per autoritats entre Barcelona i Igualada. Des d'aquell moment començaren a prestar servei comercial. Tota la seva vida van realitzar serveis entre Barcelona, Igualada i tornada, tot i que també es van fer servir, durant els primers anys, a la línia de Barcelona a Manresa, Olvàn-Berga i Guardiola de Berguedà. Normalment es formaven trens amb un sol automotor, un automotor i un remolc, o dos automotors i un remolc. A vegades es feien composicions de fins a quatre vehicles, acoblant tres automotors i un remolc.
L'any 1965 es va afegir un tercer remolc a aquesta sèrie, el 4003. No obstant, no era un vehicle de la mateixa família tècnica, sinó que es tractava de la reconstrucció d'un antic cotxe de bastidor metàl·lic i caixa de fusta, realitzada per la mateixa CGFC als seus tallers. La caixa original va ser substituïda per una altra metàl·lica, amb xapa corrugada. Uns anys després es va modificar amb l'afegit d'un departament pel servei de correus.
L'any 1977, poc després que la CGFC renunciés a l'explotació de les seves línies en favor de l'empresa pública FEVE, aquesta va assignar altres dos automotors dièsel d'aquest tipus a les línies catalanes. Varen ser els números 2017 i 2018, procedents de la línia de Ferrol a Gijón. Van arribar als tallers de Martorell en molt mal estat, i es van destinar només a subministrar alguns recanvis als que ja estaven en servei, sent ràpidament desballestats.
Tots els vehicles van ser donats de baixa entre finals dels anys setanta i els primers anys vuitanta. El darrer servei que van fer va ser el de l'antiga llançadora entre les estacions de Martorell Enllaç i Martorell Central. Després van ser estacionats durant uns quants anys a les vies de Martorell Enllaç. El 1983, el remolc 4002 va ser modificat per ser acoblat als automotors MAN de la sèrie 3000, i poder així reforçar les composicions. En aquesta reforma es van adaptar els seus acoblaments als automotors MAN, i es va suprimit el department furgó. Finalment, entre els anys 1985 i 1988 els quatre automotors i el remolc 4001 van ser transformats en les unitats de tren de la sèrie 3000; el remolc 4003 va ser desballestat el 1986; i el remolc 4002 va ser retirat de servei el 1986, sent desballestat pocs anys després, probablement abans de 1990.
| Vehicle        | Any construcció | Fabricant  | Any baixa | Destí final                                                       |
| -------------- | --------------- | ---------- | --------- | ----------------------------------------------------------------- |
| Automotor 3001 | 1957-1959       | Euskalduna | ~1980     | Transformació com a remolc d'UT                                   |
| Automotor 3002 | 1957-1959       | Euskalduna | ~1980     | Transformació com a remolc d'UT                                   |
| Automotor 3003 | 1957-1959       | Euskalduna | ~1980     | Transformació com a remolc d'UT                                   |
| Automotor 3004 | 1957-1959       | Euskalduna | ~1980     | Transformació com a remolc d'UT                                   |
| Remolc 4001    | 1957-1959       | Euskalduna | ~1980     | Transformació com a remolc d'UT                                   |
| Remolc 4002    | 1957-1959       | Euskalduna | 1986      | Modificat per acoblar-se als automotors MAN el 1983. Desballestat |
| Remolc 4003    | 1965            | CGFC       | ~1980     | Desballestat el 1986                                              |

### Descripció tècnica
Tant els automotors com els remolcs tenien la mateixa estructura, aparença i mides (15.000 mm de llarg, 2.454 mm d'amplada i 3.44 mm d'alçada). Estaven formats per un bastidor i una caixa metàl·lics, recolzats sobre dos bogis de dos eixos. Aquests bogis també eren iguals pels dos tipus de vehicles. Exteriorment, durant tota la seva existència sempre van anar pintats de la mateixa manera, amb els dos tons de color verd característics dels automotors adquirits per EFE. La CGFC només va fer un petit canvi d'imatge, en pintar els sostres amb el mateix color verd fosc de la part inferior, substituint al color platejat original.
Interiorment, els automotors estaven distribuïts en tres compartiments: les dues cabines de conducció extremes, una de les quals tenia un petit compartiment furgó; i una sala de viatgers central amb 44 seients fixes en disposició 2+2, més vuit seients abatibles a les plataformes d'accés. A més, al costat del furgó, hi havia un WC. Tenien capacitat, a més, per a 41 viatgers dempeus, totalitzant 93 places. Els remolcs tenien dos compartiments: una sala de viatgers amb 48 seients fixes en disposició 2+2, mes vuit abatibles a les plataformes d'accés; i un petit furgó en un extrem. Els remolcs no tenien WC. Podien encabir, a més, 44 viatgers dempeus, totalitzant 100 places. L'accés des de l'exterior a tots els vehicles es feia mitjançant dues portes corredisses per costat a les sales de viatgers, i una porta per costat, de dos fulls batents, per accedir al furgó. A més, a cada testera hi havia una porta batent per poder passar d'un vehicle al consecutiu. Quan es va reformar el remolc 4002 el 1983, es va suprimir el departament furgó i ampliar la capacitat, quedant amb 56 seients fixes i vuit abatibles, podent encabir 53 viatgers dempeuts (capacitat total per 117 viatgers).
Els cotxes motors disposaven de dos motors dièsel Büssing U-13, de quatre temps i sis cilindres en línia, amb 13.539 cm³, que subministraven una potència màxima de 150 CV a 1.500 rpm. Eren del tipus muntat als autobusos, i estaven situats sota el bastidor del vehicle. Cada motor accionava una transmissió hidro-mecànica, amb caixa de canvis ZF Hydro-Media 3HM70 i reductor, que transmetia la força als dos eixos d'un bogi mitjançant cardans i ponts d'engranatges de Renk. El cotxe motor pesava 28 tones en buit, i 32 tones en servei. Tant els automotors com els remolcs podien assolir una velocitat màxima de 75 km/h.
Pel que fa al remolc 4003, disposava d'un bastidor metàl·lic recolzat sobre dos bogis de dos eixos, damunt del qual es va muntar una caixa també metàl·lica. Tenia una longitud entre topalls de 13.750 mm i disposava d'un compartiment de viatgers amb 56 seients fixes, al qual s'accedia des de l'exterior mitjançant dues portes corredisses per costat. Quan es va modificar, va passar a tenir dos compartiments: un per viatgers, amb 32 seients fixes, i un compartiment pel servei de correus.

## Els automotors dièsel MAN

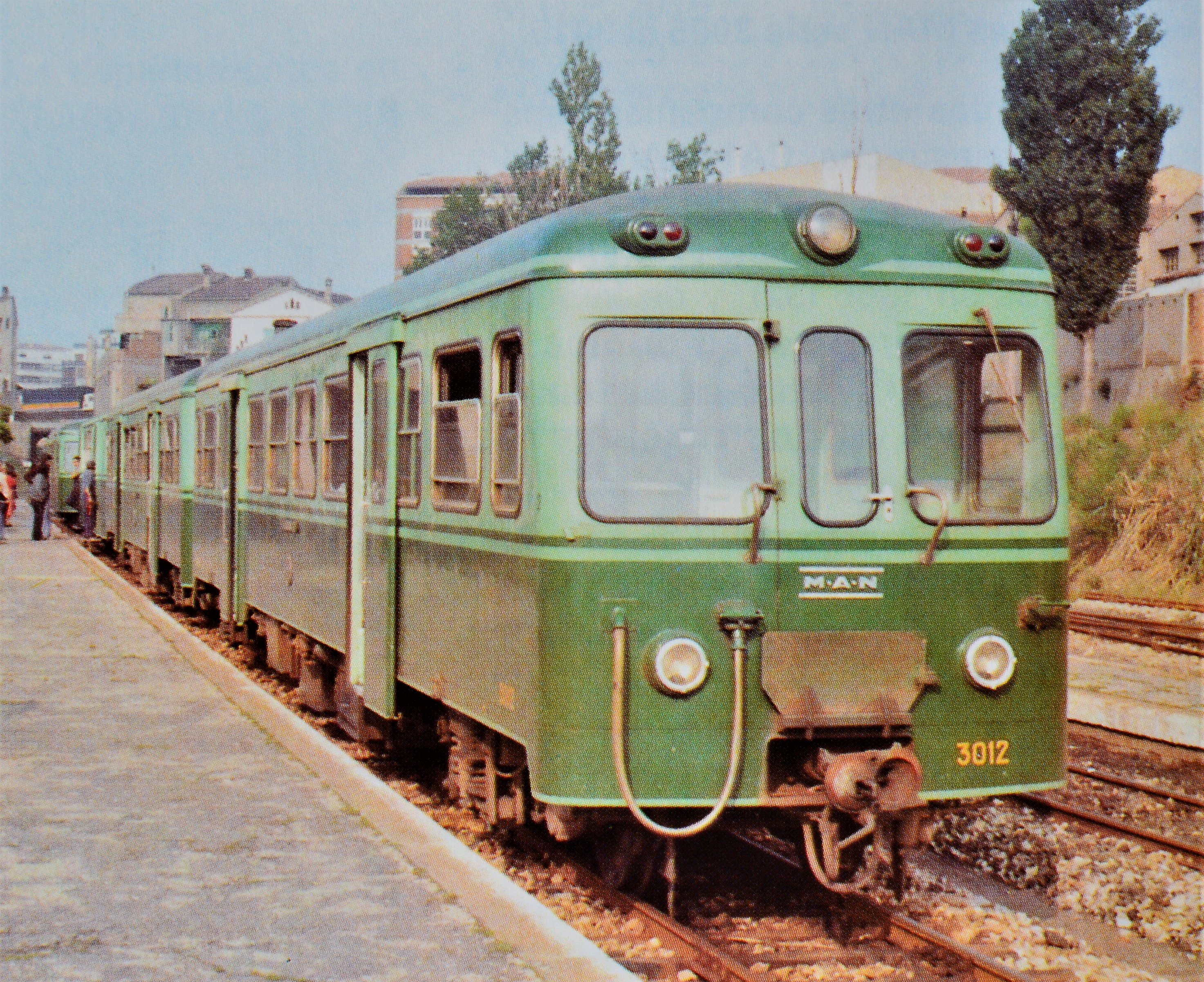

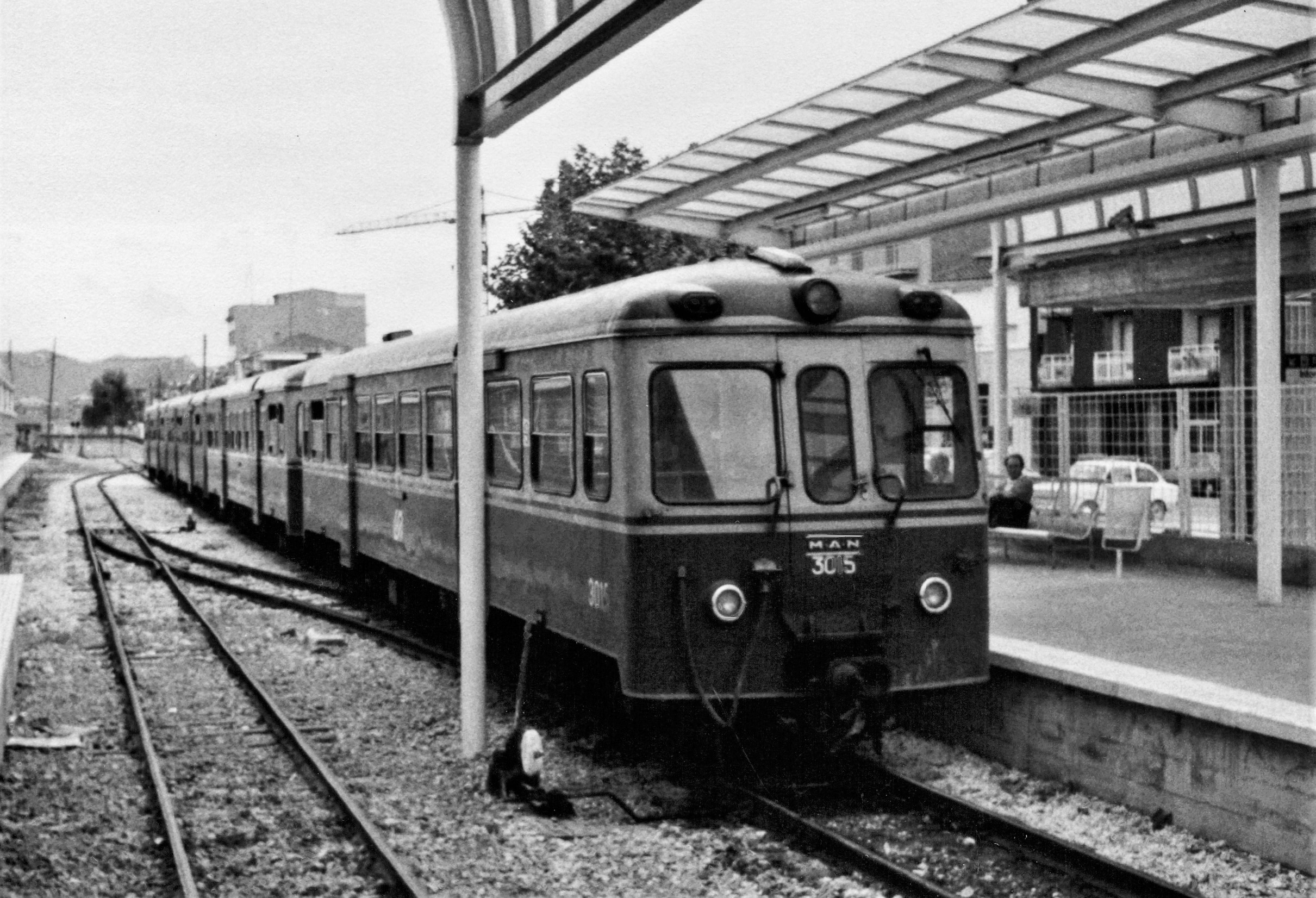

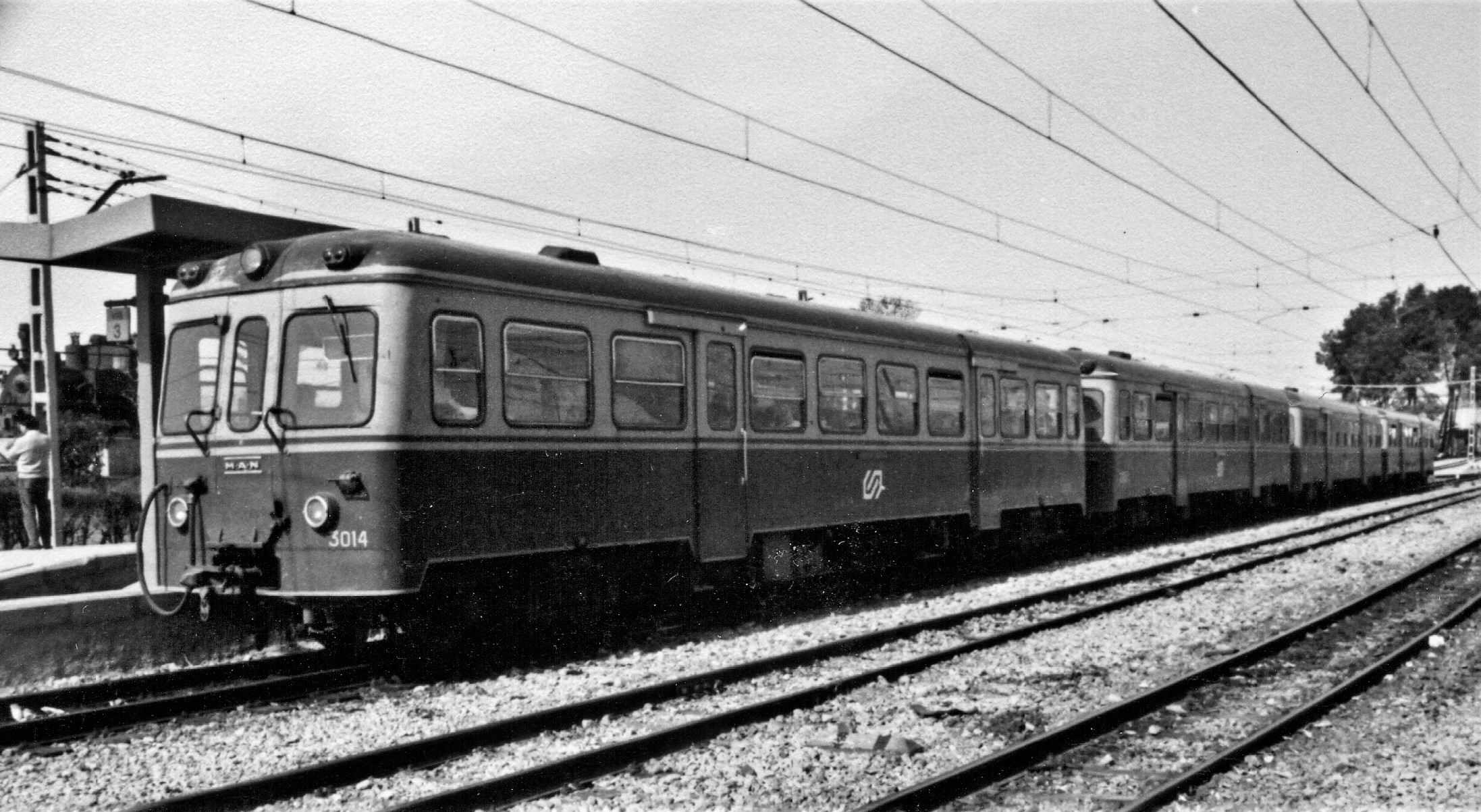

### Introducció
Malgrat les ajudes del "plan de mejora y ayuda del Estado a los ferrocarriles de vía estrecha" citades abans, a principis dels anys seixanta del segle XX la situació de molts ferrocarrils de vía estreta era insostenible, amb unes instal·lacions i material absolutament degradats per manca de manteniment, i una incapacitat de les empreses explotadores per fer front a les creixents despeses econòmiques. El juliol de 1962, el Govern espanyol va constituir una comissió interministerial per a estudiar com millorar les condicions laborals dels ferroviaris d'aquestes empreses sense posar en perill la viabilitat financera. Posteriorment, encarregà a la mateixa comissió l'elaboració d'un estudi per reconvertir completament aquests ferrocarrils: determinació de quins ferrocarrils podien sobreviure i quins no, canvi del marc jurídic, canvi del model de finançament de les línies que poguessin sobreviure, i estudi dels plans de modernització presentats per algunes empreses. Una de les conseqüències d'aquest estudi va ser la transformació de l'organisme Explotación de Ferrocarriles por el Estado (EFE), en l'entitat de dret públic, amb personalitat i patrimoni propis, denominada Ferrocarriles de Vía Estrecha (FEVE), creada pel Decret-Llei 11/1965, de 23 de setembre.
Ja cap al final d'aquest procés de transformació dels ferrocarrils de vía estreta, es decidí fer una nova adquisició centralitzada d'automotors dièsel pels ferrocarrils als quals se'ls havia aprovat els plans de modernització, així com per la mateixa FEVE. Aquest cop, però, no seria l'Estat qui adquirís el material i després el repartís i cobrés a les diferents empreses -com va fer amb els automotors i remolcs Ferrostaal-, sinó que actuaria només com a coordinadora de les diferents empreses, les quals es varen posar d'acord en adquirir el mateix model de vehicle per fer una gran comanda i reduir les despeses d'adquisició per unitat. També de manera diferent, cada empresa ferroviària faria front al pagament dels vehicles adquirits, encara que comptaven amb els ajuts econòmics de l'Estat, prevists en els plans de modernització. El model triat va ser l'ofert per l'empresa alemanya Maschinenfabrik Augsburg-Nürnberg A.G. (MAN). En un primer moment, els anys 1965 i 1966 se'n van signar els contractes per a l'adquisició de 69 automotors i 26 remolcs. La construcció d'aquest material la va realitzar tant la pròpia empresa Alemanya (20 automotors) com dues empreses espanyoles, que els van fabricar sota llicència: Astilleros Euskalduna (35 automotors) i Material Móvil y Construcciones (14 automotors i els 26 remolcs). Aquests 95 vehicles es posaren en servei entre els anys 1966 i 1970. Després, FEVE va fer una nova comanda per altres 15 automotors, que varen ser fabricats per Material Móvil y Construcciones el 1973. Així, finalment, la sèrie va estar formada per 110 vehicles: 84 automotors i 26 remolcs. Els vehicles de FEVE varen ser numerats en les sèries 2300 (automotors) i 5300 (remolcs). Les empreses privades varen numerar els vehicles segons els seus criteris propis; però quan van abandonar les seves explotacions i les seves línies es van incorporar a FEVE, aquesta va renumerar els vehicles a les seves sèries, quedant finalment tots numerats del 2301 al 2373 (automotors) i del 5301 al 5326 (remolcs). Se n'exclouen els vehicles adquirits per la Compañía General de los Ferrocarriles Catalanes (CGFC), que mai varen rebre els números de FEVE.

### Història
Tot i tenir redactat el seu pla de modernització l'any 1965, sembla que la CGFC va dubtar inicialment de quants i quins vehicles d'aquest tipus volia adquirir. Sembla que inicialment tenia la intenció de contractar la fabricació de dos automotors, amb dos motors dièsel cadascun, i vuit remolcs. La idea que cada automotor pogués remolcar fins a quatre remolcs era realment errònia, doncs tenien una potència clarament insuficient per poder mantenir els temps de viatge desitjats. És per això que, pel contracte signat el 30 de març de 1965 amb el fabricant, s'adquiriren set automotors equipats amb un motor dièsel, i tres remolcs. No obstant, el 15 de desembre següent es va modificar el contracte, adquirint un remolc més i transformant els quatre remolcs en cotxes motors. Per tant, finalment, la CGFC va adquirir onze automotors equipats d'un motor dièsel.
Els automotors es varen numerar a la sèrie 3000, a continuació dels Ferrostaal, arribant a les instal·lacions de la CGFC els dos primers, fabricats per MAN a Alemanya, el 16 d'agost i el 5 de setembre de 1966 (números 3005 i 3006). Els altres nou van ser fabricats a Espanya per Astilleros Euskalduna, i es varen rebre al ferrocarril entre el 3 de març de 1967 i el 10 d'abril de 1968 (números 3007 a 3015). Els onze automotors varen ser autoritzats a circular en les següents dates:
| Automotor | Posada en servei |
| --------- | ---------------- |
| 3005      | 26-10-1966       |
| 3006      | 26-10-1966       |
| 3007      | 06-05-1967       |
| 3008      | 17-06-1967       |
| 3009      | 22-06-1967       |
| 3010      | 07-07-1967       |
| 3011      | 20-07-1967       |
| 3012      | 02-03-1968       |
| 3013      | 15-03-1968       |
| 3014      | 23-04-1968       |
| 3015      | 11-03-1968       |

Durant els primers anys varen realitzar trens regionals entre Barcelona, Igualada i Manresa, compartint el servei amb els automotors i remolcs Ferrostaal a la primera, i les composicions de cotxes de viatgers metàl·lics i de fusta remolcades per les locomotores dièsel de les sèries 700 i 1000 a la segona. Sembla que també varen circular a la línia de Manresa a Olvan/Berga, tot i que només realitzant recorreguts parcials.
Entre els anys 1971 i 1973 van entrar en servei els cinc automotors elèctrics de la sèrie 5100, que formaren composicions de tres cotxes amb un remolc intermedi i un remolc amb cabina de conducció. S'assignaren als trens regionals de Barcelona a Manresa (donat que la electrificació arribava només fins a Monistrol, aquests trens elèctrics eren remolcats per les locomotores dièsel de les sèries 700 i 1000 fins a Manresa), motiu pel qual els automotors dièsel MAN 3000 es varen concentrar als serveis de la línia d'Igualada, anant rellevant progressivament als automotors Ferrostaal. No obstant, i fins ben entrats els anys vuitanta, encara van fer el darrer tren del dia de Barcelona a Manresa, i el primer del dia en sentit contrari, que circulava acoblat amb el d'Igualada entre Barcelona Plaça Espanya i Martorell Enllaç.
El 28 de febrer de 1977 es va produir un gravíssim accident prop de Sant Andreu de la Barca: van xocar dos trens frontalment en una corba, amb el trist resultat de 22 morts. Un dels vehicles implicats va ser l'automotor 3009, que va quedar destrossat en les seves dues terceres parts. Com a conseqüència d'aquest accident, va ser desballestat, motiu pel qual la sèrie va comptar amb deu exemplars des de llavors.
Retirats del servei els automotors i remolcs Ferrostaal a la darreria dels anys setanta del segle xx, es varen fer càrrec de la totalitat dels serveis de la línia, circulant en composicions variables de fins a quatre automotors acoblats. Fan ser modernitzats durant la segona meitat dels anys vuitanta, quan varen ser transformats en les unitats de tren dièsel de la sèrie 3000. El 1983 es va reformar el remolc Ferrostaal 4002 per poder ser remolcat pels automotors MAN, i augmentar així la capacitat dels trens de la línia d'Igualada. Aquest remolc només s'incorporava en les composicions formades per quatre automotors, car les formacions amb menys automotors no oferien la potència necessària per poder acomplir els temps de marxa.

### Descripció tècnica
Els automotors estaven formats per un bastidor i una caixa metàl·lics, recolzats sobre dos bogis de dos eixos. Exteriorment, durant tota la seva existència sempre van anar pintats de la mateixa manera, amb dos tons de color verd, de la mateixa manera que els Ferrostaal.
Interiorment estaven distribuïts en tres compartiments: les dues cabines de conducció extremes, i una sala de viatgers central amb 60 seients fixes en disposició 2+2. Al costat de cada cabina de conducció hi havia dos seients més, que mitjançant una porta pivotant quedaven a disposició del públic, o tancats dins de la cabina quan aquesta estava ocupada pel personal de servei. La capacitat màxima era, doncs, de 64 persones assegudes i 48 dempeus (45 amb una cabina de conducció tancada). L'accés des de l'exterior es feia mitjançant dues portes corredisses per costat, d'accionament pneumàtic. Al costat d'una d'aquestes portes es trobava un petit WC. A més, a cada testera hi havia una porta batent per poder passar d'un vehicle al consecutiu.
Cada automotor disposava d'un motor dièsel MAN D-2156 HM 2US, de quatre temps i sis cilindres en línia, amb 10.349 cm³, que subministrava una potència màxima de 210 CV a 2.100 rpm. Igual que als Ferrostaal, eren del tipus muntat als autobusos, i estaven situats sota el bastidor del vehicle. Cada motor accionava una transmissió hidro-mecànica Voith Diwa 501-US, que transmetia la força als dos eixos d'un bogi mitjançant cardans i ponts d'engranatges de Renk; l'altre bogi era portador. El funcionament d'aquesta transmissió era el següent: des de l'arrencada, el par motriu es transmetia als eixos a través del convertidor de parell hidràulic; quan el vehicle assolia certa velocitat (al voltant de 47 km/h), la transmissió de l'esforç motriu es feia de manera purament mecànica. A la cabina de conducció es disposava d'un comandament per retardar el canvi de sistema de transmissió quan circulaven acoblats diversos automotors, per tal que tots canviessin al mateix moment i evitar sotragades incòmodes i desperfectes als elements de la transmissió.
L'aire comprimit necessari pels frens i altres elements era produït per un compressor accionat per corretges pel motor dièsel. El sistema de fre era convencional, amb canonada de fre i triples vàlvules Fm3.
El cotxe motor pesava 22,5 tones en buit, i 32,8 tones en servei. La velocitat màxima era de 80 km/h i podien circular acoblats en comandament múltiple fins a quatre automotors.

## Les unitats de tren sèrie 3000 de FGC

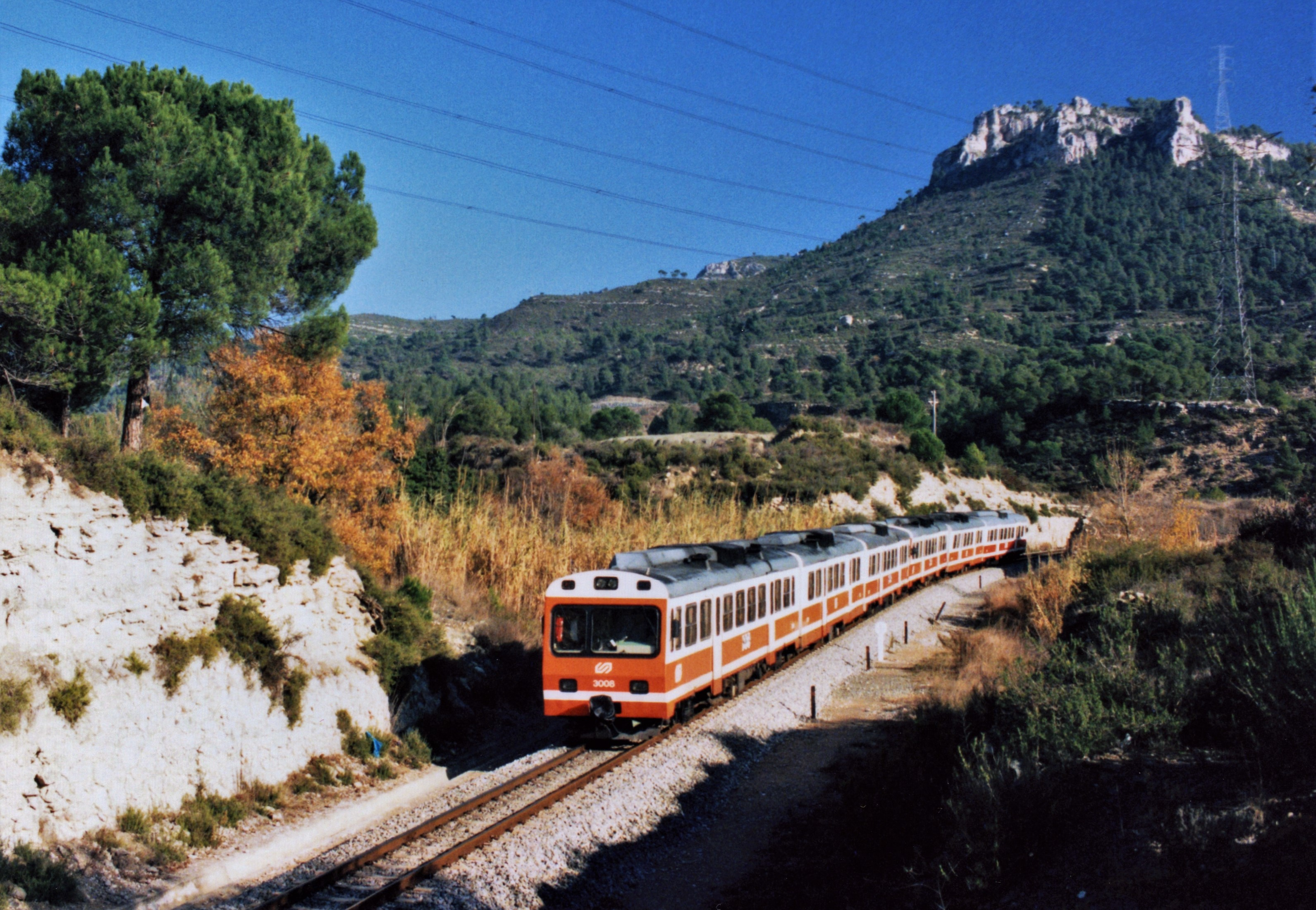

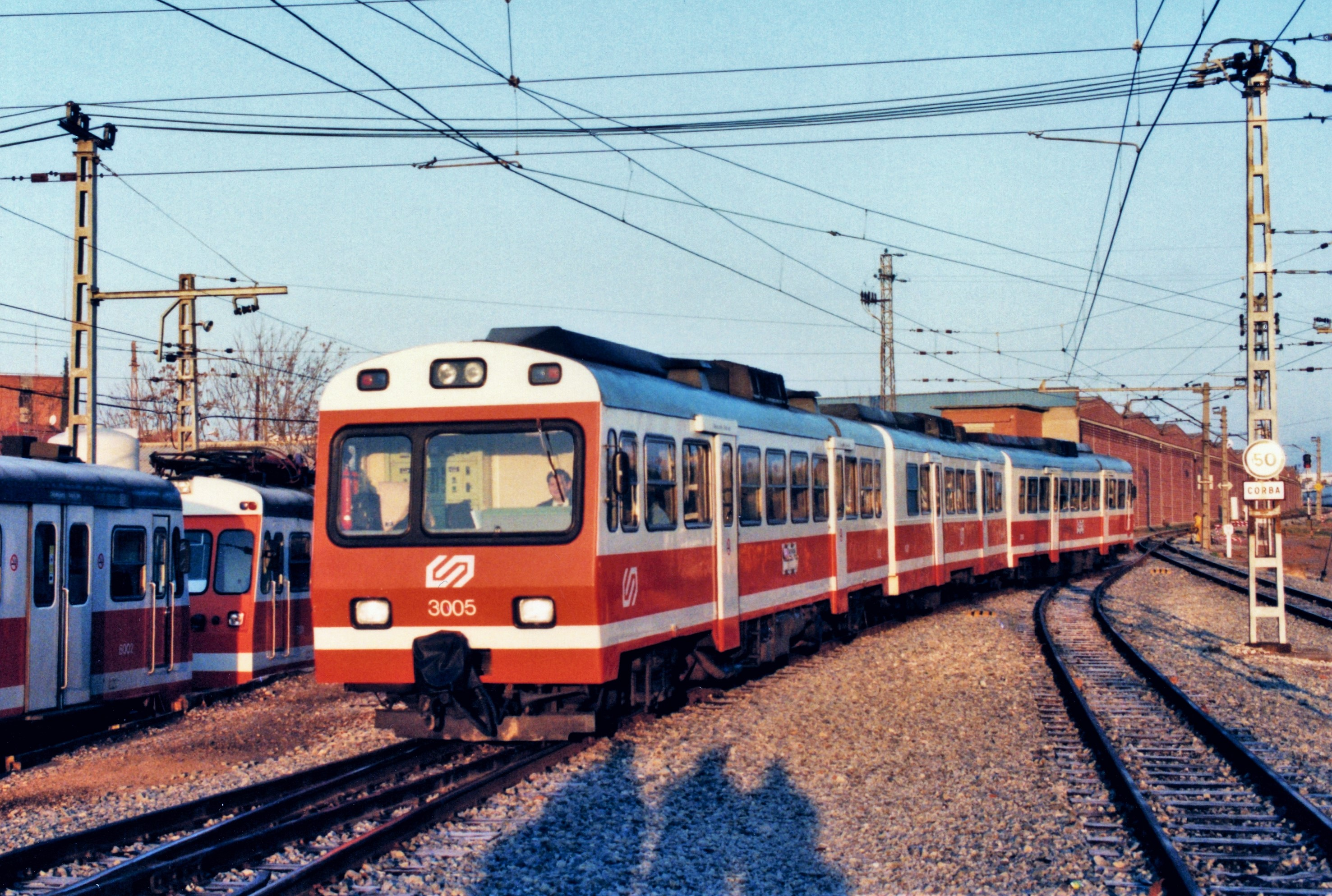

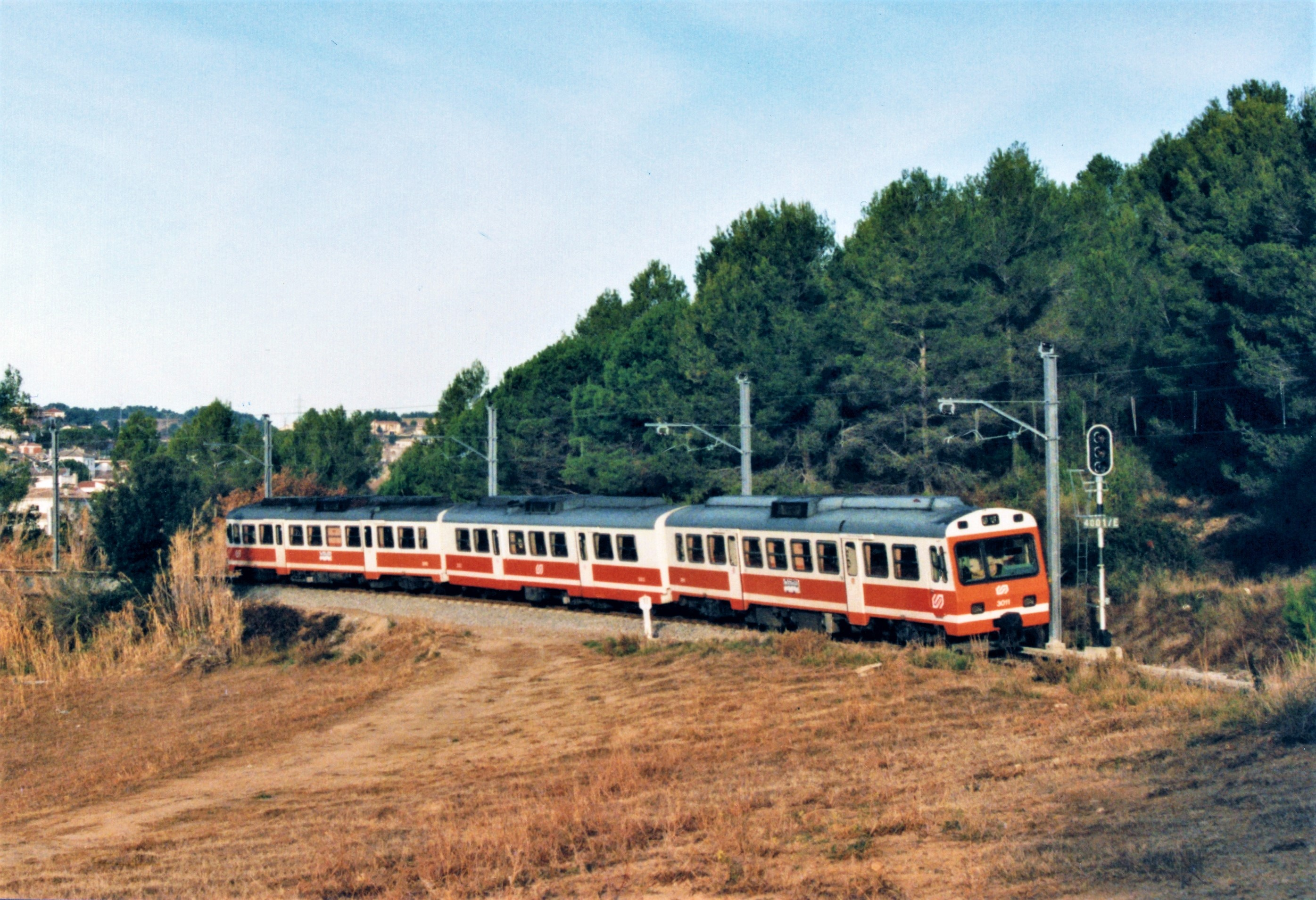

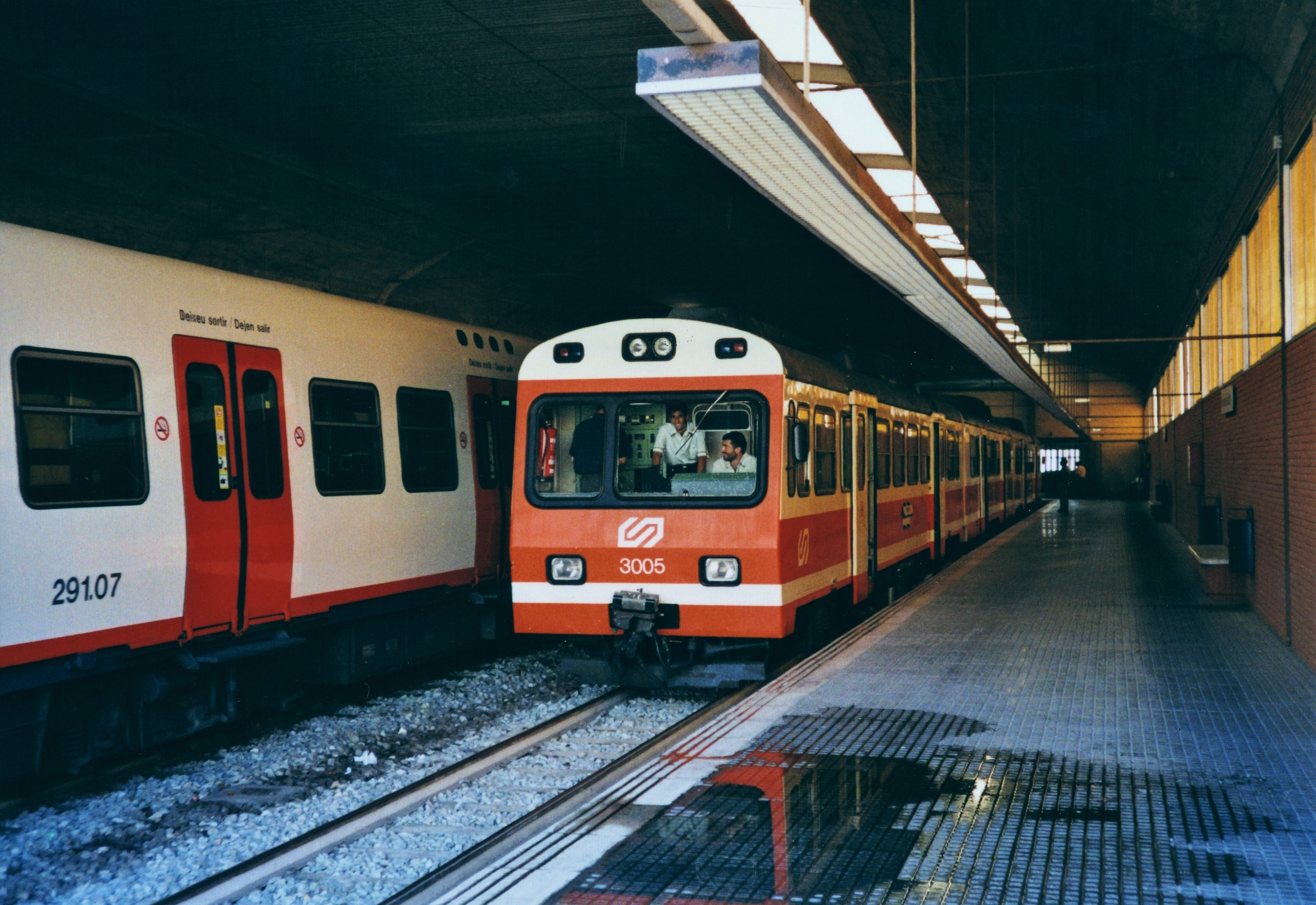

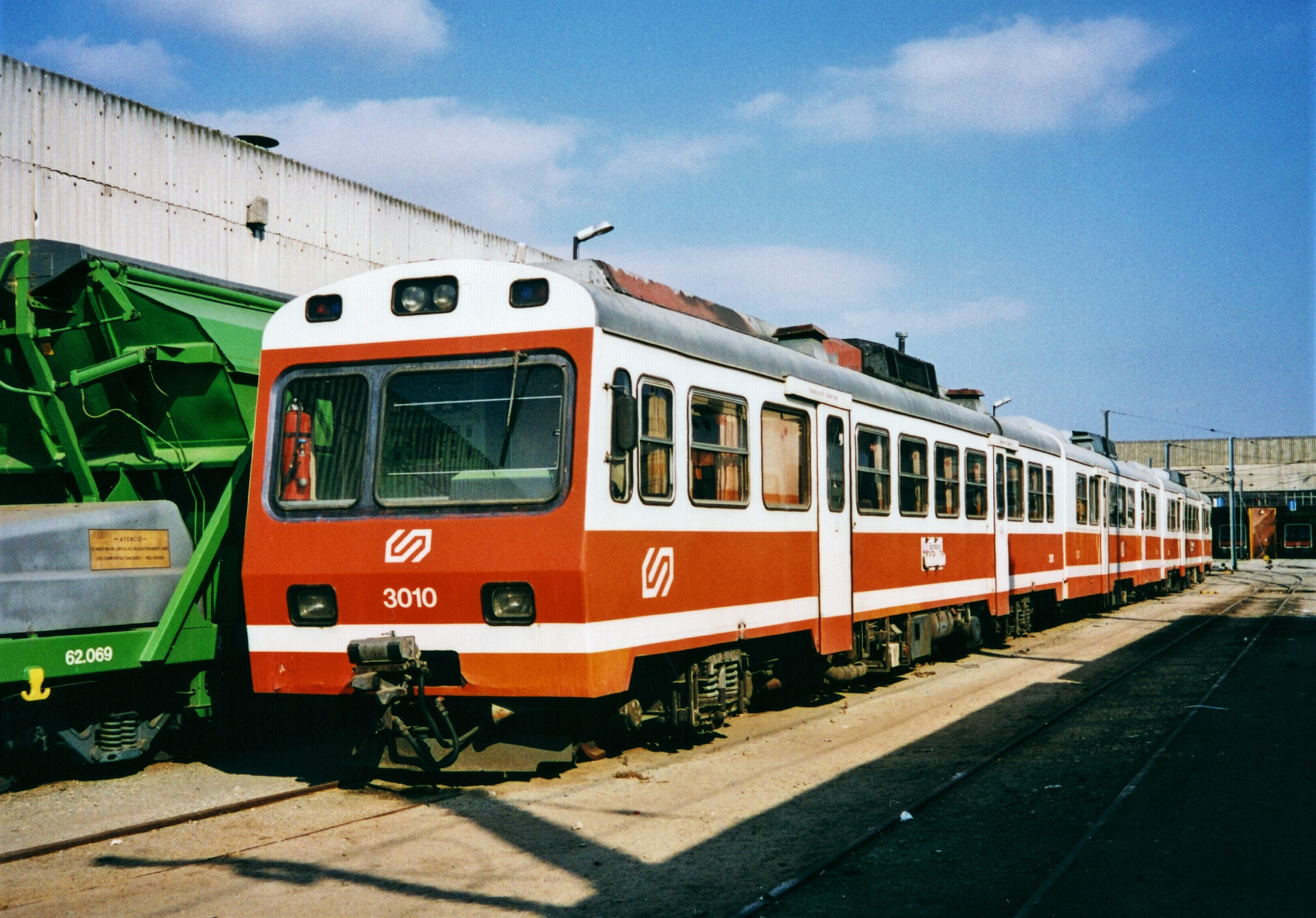

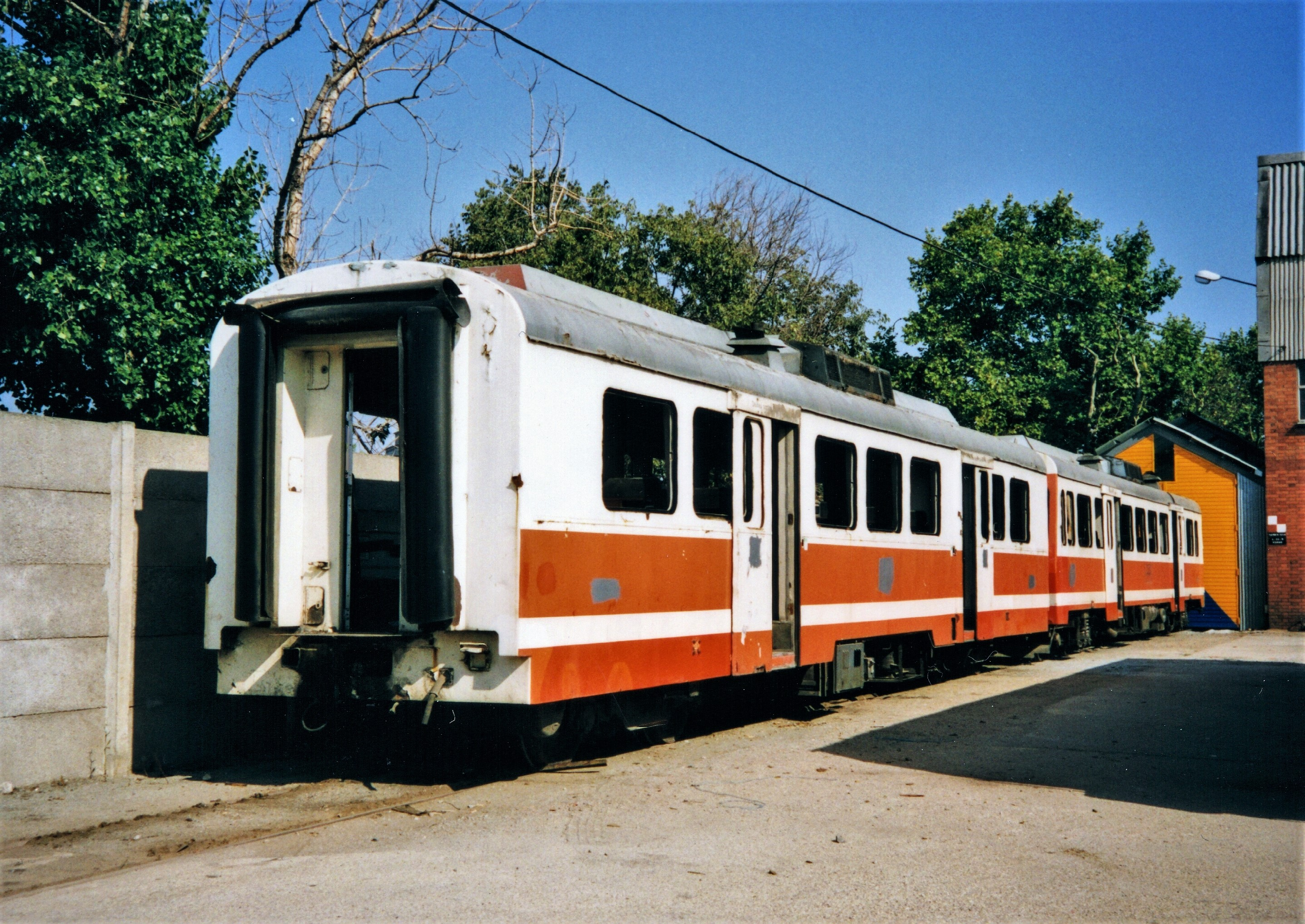

### Introducció
Davant les nombroses pèrdues econòmiques arrossegades durant els exercicis de 1975 i 1976, i malgrat els plans de modernització d'instal·lacions i material, la Compañía General de los Ferrocarriles Catalanes (CGFC) va renunciar a l'explotació de les seves línies, que varen passar a mans de l'empresa pública FEVE des de l'1 de gener de 1977. Aquest fet es va produir en el període de transició de la dictadura franquista a la democràcia. El 29 de setembre de 1977 es va restaurar la Generalitat de Catalunya, i seguidament començaren les transferències de competències. Entre elles, les dels transports realitzats dins de la comunitat autònoma el 28 de juliol de 1978. Les línies de l'antiga CGFC varen passar a ser titularitat de la Generalitat el 2 de novembre següent. Transitòriament se'n va fer càrrec directament la Conselleria de Política Territorial i Obres Públiques, fins que el 5 de setembre de 1979 es va constituir l'empresa pública Ferrocarrils de la Generalitat de Catalunya (FGC).
El 1980, FGC va redactar un primer pla d'actuació plurianual que, a grans trets, incloïa dos passos: primer, reconstruir les línies i el material existent, per garantir-ne la supervivència, la seguretat i la fiabilitat; segon, ampliar la xarxa i adquirir material rodant nou. Pel que fa als automotors dièsel Ferrostaal i MAN, cap al 1984 FGC va decidir la reconstrucció de tots els vehicles existents, aprofitant-los per formar cinc unitats de tren en composició M-R-M. Aquests treballs s'encarregaren a l'empresa barcelonina MACOSA.

### Història
Els quatre automotors Ferrostaal (3001 a 3004) i un dels remolcs (4001) es transformarien en remolcs intermedis, desmuntant tots els elements motrius i les cabines de conducció, aprofitant els bastidors, caixes (amb modificacions) i bogis. Els deu automotors MAN existents (3005 a 3008 i 3010 a 3015) es reformarien com a cotxes motors amb una sola cabina de conducció. A més, el conjunt seria equipat amb aire condicionat i nous seients. Els primers vehicles que es varen enviar a la fàbrica de MACOSA varen ser els cinc Ferrostaal, donat que estaven retirats del servei des de feia anys. En canvi, l'enviament dels automotors MAN es va fer esglaonadament, reformant-los per parelles, per tal de poder mantenir vuit automotors a la línia i així continuar prestant el servei de la línia d'Igualada. Va ser per aquest motiu que, davant la manca d'automotors MAN durant uns quants anys, es va modificar el remolc Ferrostaal 4002 per poder ser acoblat als automotors MAN i augmentar la capacitat d'aquests trens.
El procés de reconstrucció, realitzat entre els anys 1985 i 1988, es va complicar una mica més quan la primera UT que es va posar en servei (3008-4001-3014) va descarrilar a Sant Esteve Sesrovires el setembre de 1986, als dos mesos de posar-se en servei. Això va obligar a retornar els tres vehicles a MACOSA per a una revisió. A més, el remolc va estar més temps a la factoria, fins que es va equipar amb uns bogis de nou disseny per substituir els originals, que sembla que van ser els que varen causar el descarrilament. A la taula següent es detallen les dates de reforma de cada vehicle:
| Vehicle original          | Enviat a MACOSA | Retornat de MACOSA | Transformat com | Posada en servei | Observacions                                 |
| ------------------------- | --------------- | ------------------ | --------------- | ---------------- | -------------------------------------------- |
| Automotor Ferrostaal 3001 | 20-07-1985      | 17-03-1988         | Remolc 3001     | 25-03-1988       |                                              |
| Automotor Ferrostaal 3002 | 20-07-1985      | 07-04-1987         | Remolc 3002     | 13-04-1987       |                                              |
| Automotor Ferrostaal 3003 | 20-07-1985      | 09-09-1987         | Remolc 3003     | 21-09-1987       |                                              |
| Automotor Ferrostaal 3004 | 20-07-1985      | 13-12-1986         | Remolc 3004     | 23-12-1986       |                                              |
| Automotor MAN 3005        | 23-09-1987      | 17-03-1988         | Automotor 3005  | 25-03-1988       |                                              |
| Automotor MAN 3006        | 12-01-1988      | 08-06-1988         | Automotor 3006  | 14-06-1988       |                                              |
| Automotor MAN 3007        | 10-03-1988      | 08-08-1988         | Automotor 3007  | 12-08-1988       |                                              |
| Automotor MAN 3008        | 01-11-1986      | 07-04-1987         | Automotor 3008  | 13-04-1987       | De nou a MACOSA del 12-10-1987 al 02-12-1987 |
| Automotor MAN 3010        | 14-03-1988      | 08-08-1988         | Automotor 3010  | 12-08-1988       |                                              |
| Automotor MAN 3011        | 01-11-1986      | 07-04-1987         | Automotor 3011  | 13-04-1987       |                                              |
| Automotor MAN 3012        | 30-04-1987      | 09-09-1987         | Automotor 3012  | 21-09-1987       |                                              |
| Automotor MAN 3013        | 30-04-1987      | 09-09-1987         | Automotor 3013  | 21-09-1987       |                                              |
| Automotor MAN 3014        | 21-10-1985      | 04-08-1986         | Automotor 3014  | 26-09-1986       | De nou a MACOSA del 14-10-1987 al 13-12-1987 |
| Automotor MAN 3015        | 21-10-1985      | 04-08-1986         | Automotor 3015  | 26-09-1986       |                                              |
| Remolc Ferrostaal 4001    | 20-07-1985      | 04-08-1986         | Remolc 4001     | 26-09-1986       | De nou a MACOSA del 14-10-1987 al 08-08-1988 |

Malgrat que es formaren composicions fixes, al llarg del temps, en funció dels treballs de manteniment o reparació requerits, s'anaven intercanviant els cotxes entre les diferents unitats de tren.
El primer tren es va posar en servei el dilluns 22 de setembre de 1986. Durant els tretze anys que varen estar en servei, les cinc unitats de tren dièsel de la sèrie 3000 varen prestar servei exclusivament als trens regionals entre Barcelona Plaça Espanya, Igualada i tornada. Des de la posada en servei, feien un tren cada dues hores per sentit en aquesta línia, tant en composició senzilla com acoblades dues UT en composició doble, circulant normalment quatre de les cinc unitats, quedant la cinquena en reserva.
L'any 1993 es van canviar els motors dels automotors 3014 (de la mateixa marca MAN) i 3015 (de la marca Volvo), per tal de provar quins eren els més adients per augmentar la potència dels trens. Finalment es van considerar com a més idonis els MAN, que oferien una potència de gairebé un 50% més que els anteriors (320 CV davant dels 210 CV dels originals), i es van substituir tots els motors de tots els automotors. Això va permetre reduir els temps de viatge en poder accelerar més ràpidament, i poder afrontar les dures rampes de la línia d'Igualada a major velocitat.
A partir de 1995 el servei de la línia d'Igualada es va millorar, mantenint els trens directes cada dues des de i fins a Barcelona, però afegint un tren "llançadora" cada hora entre Martorell Enllaç, Igualada i tornada. A la primera estació enllaçaven amb els trens regionals de Barcelona a Manresa i tornada, oferint així servei des de Barcelona cada hora, amb un tren directe i el següent amb transbordament.
Finalment, el 31 de gener de 1999 es varen retirar del servei comercial, en haver-se donat d'alta la electrificació de la línia entre Martorell i Igualada, sent substituïdes en aquests serveis per les noves unitats de tren elèctriques de la sèrie 213. Malgrat tot, encara van sobreviure uns anys més a la xarxa de FGC, o d'altres ferrocarrils.

### Retirada del servei i venda a FGV i FEVE
Malgrat tenir més de trenta anys de vida (els automotors procedents de la transformació dels MAN) o més de quaranta (els vehicles procedents de la transformació dels Ferrostaal), degut a les diverses millores i al bon manteniment realitzat, aquestes UT encara estaven en disposició de poder continuar fent servei amb una bona fiabilitat.
L'11 de juny de 1999 es va signar el contracte de venda de les UT formades pels cotxes 3007-3001-3008 i 3012-3004-3013 a Ferrocarrils de la Generalitat Valenciana (FGV). Les altres tres varen mantenir-se en servei per a la realització de diversos trens especials, com ara els que circulaven entre Manresa Baixador i el Parc de l'Agulla, amb motiu de la Festa Major de Manresa a finals d'agost; els que varen fer ocasionalment en cas d'avaries a les instal·lacions elèctriques; i també algun tren especial per turistes ferroviaris.
L'any 2001, aquestes tres UT varen recórrer 10.374 km prestant els esmentats serveis especials. D'aquest any cal destacar el rescat que varen fer dels viatgers que quedaren atrapats a diverses estacions de la línia degut a la gran nevada del 14 de desembre de 2001. Segons les memòries d'FGC, a partir de l'any 2002 no varen recórrer cap quilòmetre. No obstant, FGC va construir una nova nau al taller de Martorell Enllaç per estacionar-les a cobert.
El 2003 es va desballestar una de les tres UT, la formada pels cotxes 3014-3002-3015, quedant les altres dues com a "reserva estratègica". Oficialment, aquestes dues UT (formades pels cotxes 3005-4001-3006 i 3010-3003-3011) es varen donar de baixa a finals de l'any 2003, doncs a la memòria d'FGC de l'any 2004 ja no apareixen a l'inventari de material rodant. No obstant, van continuar fent trens especials, com els que varen circular entre Manresa i Súria el setembre de 2004. O els que es feien anualment amb motiu de la Fira de Sant Miquel de Santpedor, que encara van circular l'any 2007.
Finalment, varen ser venudes a FEVE l'any 2009.

### Descripció tècnica
Dels vehicles originals a partir dels quals es va fer aquesta transformació, cal distinguir entre els Ferrostaal i els MAN. Els Ferrostaal són els que es van modificar més àmpliament, doncs malgrat conservar el mateix bastidor i bogis, l'estructura de la caixa va canviar completament. Això va suposar un canvi complet de la disposició de les finestres i les portes, a més de la eliminació de les cabines de conducció als antics automotors, o el departament furgó en tots els vehicles. En canvi, els MAN van patir una reforma força menor, doncs varen conservar el bastidor, els bogis i les caixes, i només es van modificar les testeres, amb l'eliminació d'una cabina de conducció i la reforma de l'altre. L'aspecte exterior d'aquesta cabina de conducció es basa en el disseny que la propia MACOSA va utilitzar en la construcció de sis automotors dièsel per l'empresa ENAFER del Perú l'any 1984, destinats a la línia del Machu Picchu. Actualment son operats en aquesta línia per PeruRail, on formen la sèrie 220-225.
Cada unitat de tren estava formada per tres cotxes: dos motrius als extrems, i un remolc intermedi. Cada cotxe disposava de dues portes corredisses d'accés a cada costat, d'accionament pneumàtic. A més, al costat dret de les cabines de conducció hi havia una porta batent manual per accedir-hi des de l'exterior. El pas entre els tres cotxes d'una UT era possible mitjançant portes batents manuals i unes proteccions de goma. Interiorment, els cotxes motrius disposaven de dos compartiments: la cabina de conducció en un extrem, i la sala de viatgers, de la qual es va eliminar el WC original. Els cotxes remolcs només tenien una gran sala de viatgers, amb un WC. També es varen canviar tant els seients com la seva disposició, doncs van passar de estar disposats en fileres de 2+2 a la de 2+1, el que dona més comoditat als viatgers, malgrat reduir la quantitat total de seients. El tipus de seient emprat va ser el mateix que es va muntar a les llavors noves unitats de tren elèctriques de la sèrie 211. El tren es va equipar amb aire condicionat: al sostre es van instal·lar tant els aparells com les canalitzacions. Malgrat això, es va mantenir la possibilitat d'obrir les finestres, en cas d'avaria del sistema.
Inicialment es van conservar els mateixos bogis a cada vehicle. No obstant, des del principi del projecte es va pensar en substituir els dels Ferrostaal per d'altres més moderns. El descarrilament del primer tren als dos mesos de posar-se en servei va accelerar aquest procés. Els bogis originals estaven pensats per una velocitat màxima de només 75 km/h i un centre de gravetat determinat, que es va situar a una alçada superior en instal·lar els aparells de l'aire condicionat al sostre. MACOSA va dissenyar uns nous bogis per aquests cotxes, els remolcs de les unitats de tren, que derivaven dels del tipus Y30, utilitzats als vagons porta-cotxes de la sèrie DDMA 9500 de RENFE.
Una altra modificació important es va fer a la motorització. Originalment, els automotors MAN estaven equipats amb un motor dièsel MAN D-2156 HM 2US, de 210 CV, situat sota bastidor, que transmetia la força als dos eixos d'un bogi. Amb la reforma, cada automotor es va equipar amb un segon motor del mateix tipus, que transmetia la força a l'altre bogi. D'aquesta manera es va duplicar la potència. Les transmissions originals Voith Diwa 501-US es van canviar per les 506 del mateix fabricant. Al cotxe remolc es va instal·lar un cinquè motor dièsel, del mateix model, encara que limitat a una potència de 160 CV. En aquest cas no era per subministrar esforç de tracció, sinó per accionar un alternador per produir el corrent elèctric necessari pels nous equips d'aire condicionat. A partir de setembre de 1993 i al llarg de l'any 1994, i després d'una proves amb motors MAN i Volvo als automotors 3014 i 3015, els motors originals es van canviar per d'altres d'un tipus semblant i la mateixa marca, però que subministraven una potència de 320 CV.
Els acoblaments frontals Scharfenberg es van canviar per uns altres automàtics BSI, del mateix tipus emprat a les unitats de tren elèctriques de les sèries 211 i 213, per tal de poder acoblar fins a dues UT en comandament múltiple. Tot i que inicialment es preveia que la velocitat màxima fos de 90 km/h, finalment els trens es van autoritzar per circular només fins a 80 km/h.

### Quadre de característiques tècniques
| Característica           | unitat | Cotxe M                        | Cotxe R                        |
| ------------------------ | ------ | ------------------------------ | ------------------------------ |
| Rodatge                  |        | B'B'                           | 2'2'                           |
| Potència                 | CV     | 840 CV (des de 1994, 1.280 CV) | 840 CV (des de 1994, 1.280 CV) |
| Velocitat màxima         | km/h   | 80                             | 80                             |
| Sistemes de seguretat    |        | FAP                            | FAP                            |
| Comandament múltiple     |        | 2 unitats de tren              | 2 unitats de tren              |
| Autonomia                | km     | 500                            | 500                            |
| Longitud unitat de tren  | mm     | 59.920                         | 59.920                         |
| Longitud de les caixes   | mm     | 17.220                         | 15.200                         |
| Amplada màxima           | mm     | 2.450                          | 2.455                          |
| Alçada màxima            | mm     | 3.670                          | 3.665                          |
| Tara unitat de tren      | kg     | 80.450                         | 80.450                         |
| Pes màxim unitat de tren | kg     | 104.450                        | 104.450                        |
| Tara de cada cotxe       | kg     | 28.350                         | 23.750                         |
| Pes màxim de cada cotxe  | kg     | 36.350                         | 31.750                         |
| Pes màxim per eix        | T      | 9,1                            | 7,9                            |
| Places assegudes         |        | 51                             | 37                             |

### Les UT 3000 a FGV

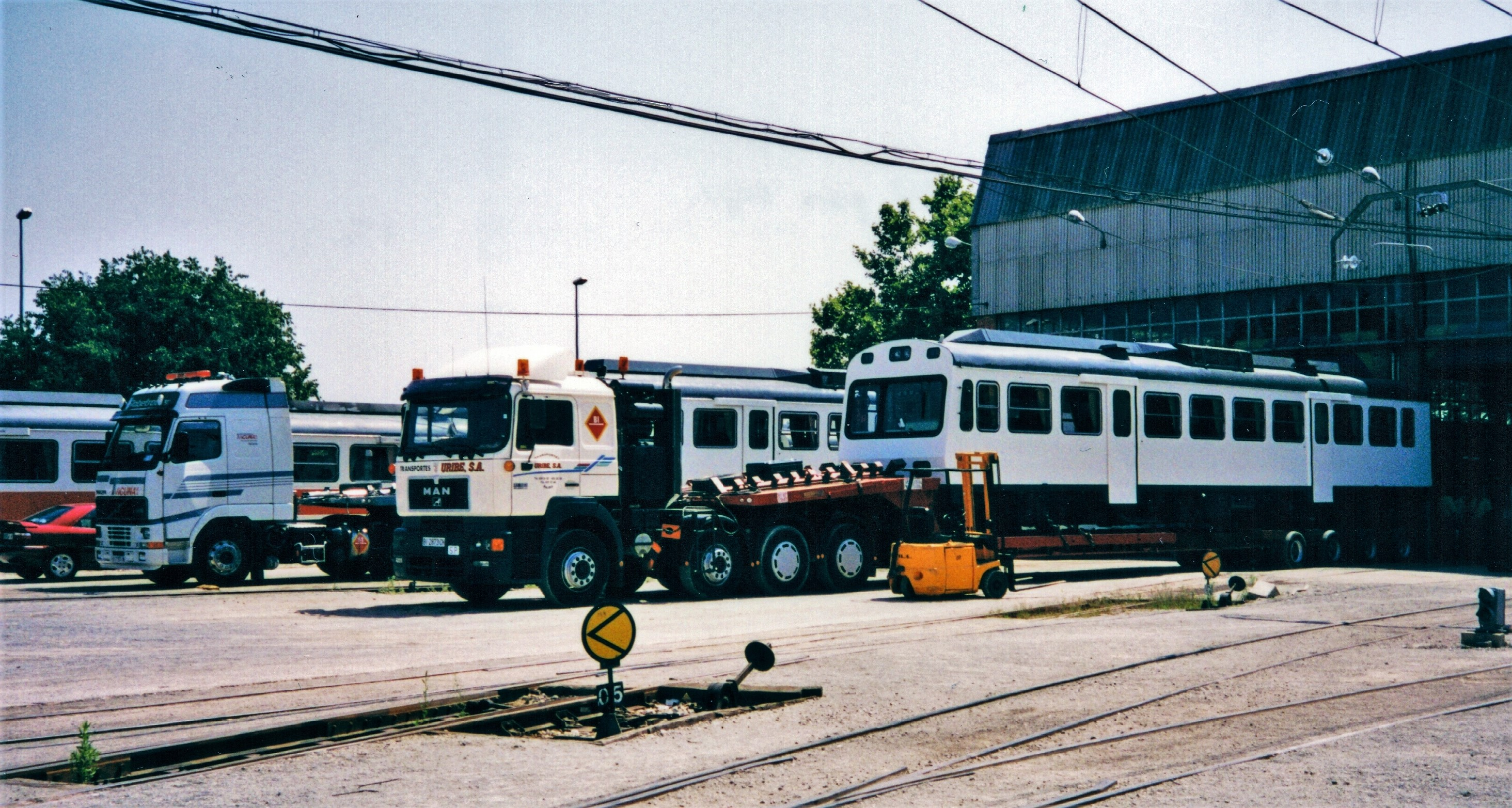

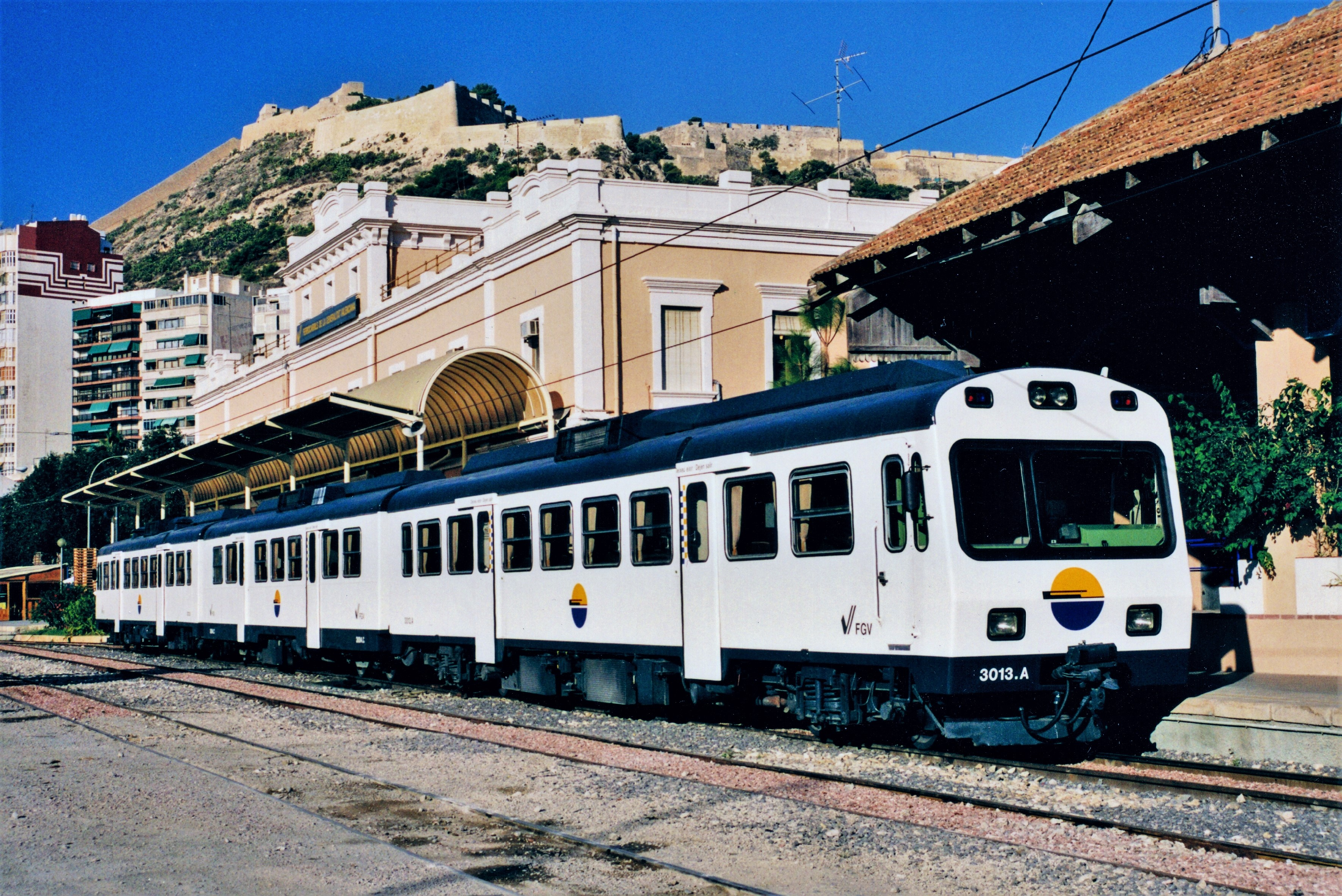

L'onze de juny de 1999 es va signar el contracte pel qual FGC venia als Ferrocarrils de la Generalitat Valenciana (FGV) dues unitats de tren de la sèrie 3000, les formades pels cotxes 3007-3001-3008 i 3012-3004-3013. Durant els mesos de juny i juliol es varen fer diversos treballs al taller de Martorell Enllaç, com ara sanejament de planxa, posada a punt mecànica, petites reformes interiors (com ara equipament de parada sol·licitada pels baixadors facultatius) i pintat en blanc de les caixes, i gris fosc als baixos i sostre. La primera UT (3012-3004-3013) va ser carregada en camions pel seu transport el 26 de juliol.
FGV va destinar aquests trens a reforçar el servei de la línia d'Alacant a Dènia. Van arribar al taller d'Alacant el 27 de juliol (3012-3004-3013) i el 8 de setembre (3007-3001-3008). Els vehicles es van renumerar de la següent manera:
| Número FGC | Número FGV |
| ---------- | ---------- |
| 3001       | 3001.C     |
| 3004       | 3004.C     |
| 3007       | 3008.B     |
| 3008       | 3007.A     |
| 3012       | 3013.A     |
| 3013       | 3012.B     |

Les composicions van quedar formades pels cotxes 3007.A - 3001.C - 3008.B i 3013.A - 3004.C - 3012.B, situant-se els cotxes "A" al costat Dènia, i els "B" al costat Alacant. Inicialment es varen adquirir per prestar els serveis directes al parc temàtic Terra Mítica, al qual s'accediria per un nou ramal. Donat que el parc no es va inaugurar fins a l'any 2000, i que finalment no es va construir aquest ramal, les dues UT reforçaren el servei comercial entre Alacant, Benidorm i Dènia, junt a les UT dièsel de la sèrie 2300 (també procedents de la reforma d'antics automotors dièsel MAN).
Durant els següents anys van continuar amb aquests serveis de reforç, i van rebre una colorida decoració exterior al·lusiva al parc temàtic. L'any 2005 es van intercanviar els cotxes 3008.B i 3012.B entre les respectives composicions. Van continuar prestant serveis esporàdics, sent especialment útils l'any 2005 i a principis del 2006, durant la transformació de les UT dièsel de la sèrie 2300 en la nova sèrie 2500. A l'any 2006 només va arribar en estat de marxa la UT 3007.A - 3001.C - 3012.B, doncs l'altre va ser apartada anteriorment. La posada en servei dels dos primers trens modernitzats de la sèrie 2500 el maig de 2006, i del tercer el juliol següent, va suposar que els dos trens de la sèrie 3000 fossin donats de baixa definitivament. El tren 3013.A - 3004.C - 3008.B estava apartat des de feia ja mesos al baixador de Poble Espanyol, on va ser ràpidament vandalitzat. L'altre tren va ser apartat a l'estació de Dènia, on va romandre durant força mesos, almenys fins a l'any 2007.
Finalment, els cotxes de la composició 3013.A - 3004.C - 3008.B van ser desballestats a l'estació d'Alacant el novembre (3004.C i 3013.A) i el desembre de 2006 (3008.B). L'altre tren va ser traslladat a l'antic taller de Torrent, a València, per a una possible conservació.

### Les UT 3000 a FEVE

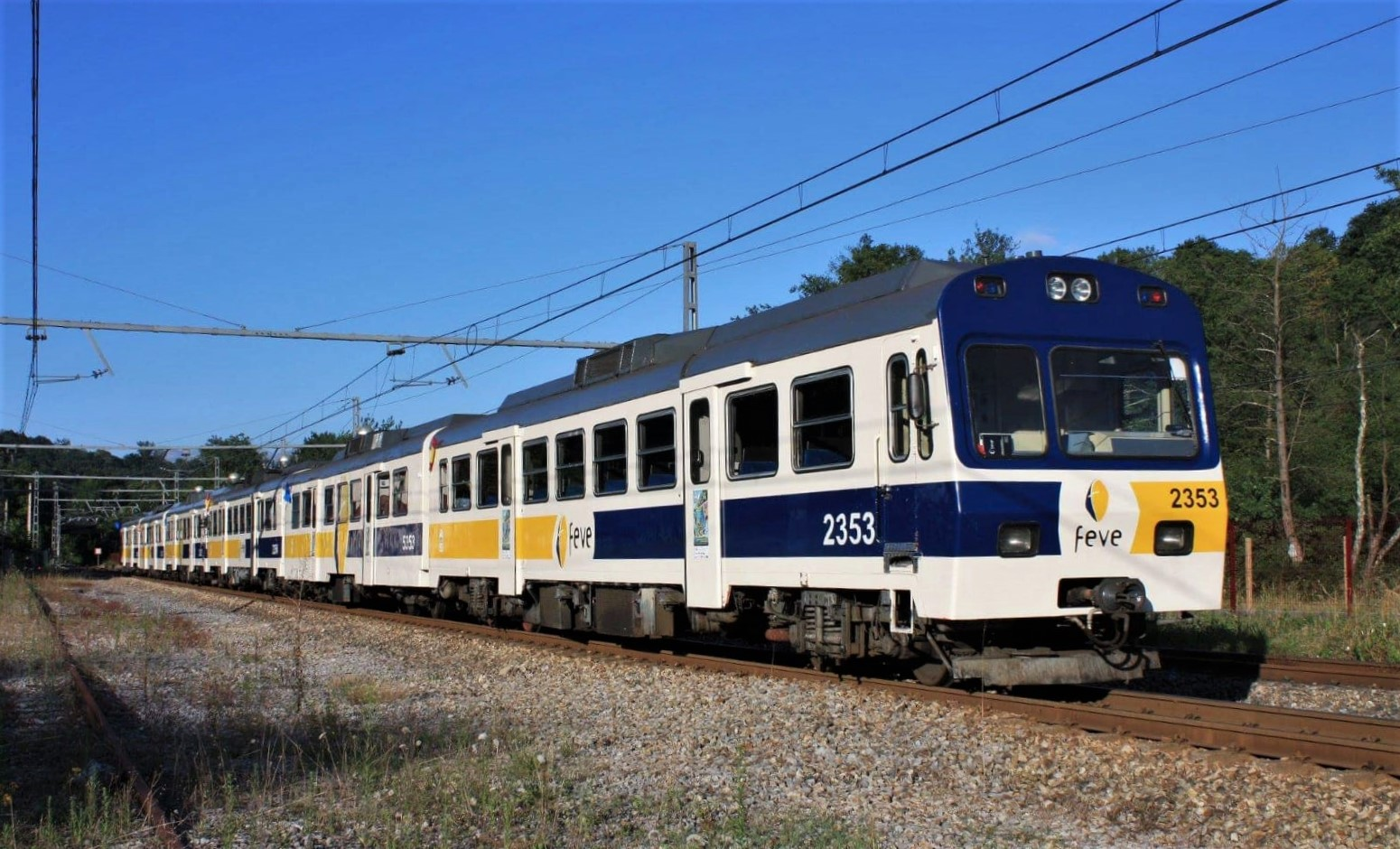

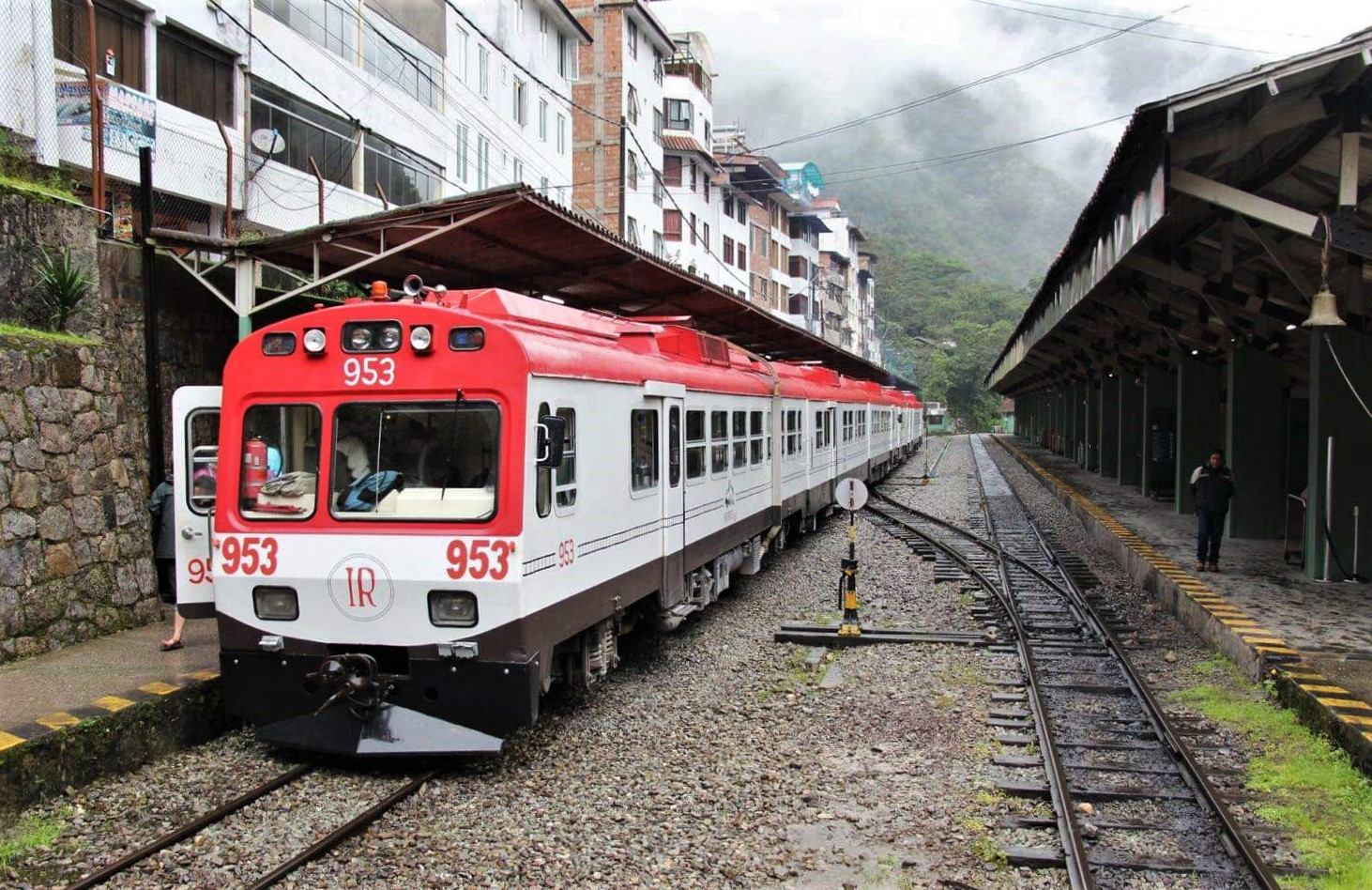

El motiu pel qual l'any 2009 FEVE va adquirir les dues UT que encara tenia FGC va ser l'escassetat sobtada de material mòbil per oferir els seus serveis de viatgers, deguda a una errònia política de gestió del material, per la qual es varen vendre diversos trens de segona mà a països estrangers, sense haver pogut reposar-los amb vehicles nous, especialment a causa del retard en el lliurament dels nous trens dièsel de les sèrie 2700 i 2900. Els dos vells trens de FGC havien de servir, doncs, per cobrir una necessitat urgent i temporal.
Les dues UT venudes a FEVE (3005-4001-3006 i 3010-3003-3011) varen arribar al taller d'aquesta empresa a Pravia el maig de 2009. Donat que feia anys que estaven retirades del servei, va ser necessari realitzar diversos treballs de posta a punt mecànics i d'interiorisme, realitzats per l'empresa CECAVISO S.L. L'actuació també va suposar el repintat de les dues UT amb els colors de FEVE d'aquells moments (blanc, amb franjes blaves i grogues), i el canvi dels enganxalls frontals BSI pels Scharfenberg habituals a FEVE. Els dos trens es van renumerar com 2351-5351-2352 (números de FGC 3010-3003-3011) i 2353-5353- 2354 (números de FGC 3005-4001-3006 FGC).
Un cop acabats els treballs, varen ser posats en servei a la línia de l'Aller, entre Baiña i Collanzo, amb base a l'estació de Figaredo. El primer d'ells va començar a circular el 5 d'octubre de 2009. A més, de tant en tant feien serveis especials a d'altres línies, com els trens pel descens del Sella el 2010, circulant acoblades les dues en comandament múltiple entre Oviedo i Llanes, i després remolcades dins de les composicions especials d'aquest esdeveniment. Van continuar prestant serveis a la línia de l'Aller fins mitjans de l'any 2011, quan varen ser substituïts pels nous automotors de la sèrie 2900. Des de llavors, van quedar en reserva durant un temps, fent serveis només de manera molt esporàdica. L'any 2012 van quedar definitivament retirats del servei, abandonats a una via morta de Figaredo, on van ser vandalitzats i grafitejats.
Finalment, el gener de 2013 les dues UT varen ser venudes a l'empresa peruana Inca Rail. Després de ser reformades a Astúries (la reforma va suposar la supressió d'alguna porta d'accés), el juliol de 2014 varen ser presentades per prestar el servei turístic anomenat "Machu Picchu Train". En aquell ferrocarril, les dues composicions van ser numerades com 951-951-954 i 952-946-953, desconeixent les equivalències entre els cotxes de FEVE. En un primer moment van ser pintats en color blanc i vermell. Més endavant es van tornar a reformar, amb la modificació de les finestres, obertura d'unes finestres panoràmiques a la volta del sostre, i van ser pintats de color verd fosc.

### Resum història UT 3000
Al següent quadre queda resumida la història de les cinc UT dièsel de la sèrie 3000 de FGC, tant a la pròpia empresa com a les que es van vendre després quatre d'elles:
| Unitat de tren | Posada en servei | Retirada del servei | Posteriorment | Posada en servei | Retirada del servei | Observacions                                                                                      |
| -------------- | ---------------- | ------------------- | ------------- | ---------------- | ------------------- | ------------------------------------------------------------------------------------------------- |
| 3005-4001-3006 | 1986-1988        | 31-01-1999          | Venuda a FEVE | 2009             | 2013                | FEVE 2353-5353-2354. Venuda al Perú el 2013.                                                      |
| 3007-3001-3008 | 1987-1988        | 31-01-1999          | Venuda a FGV  | 1999             | 2006                | FGV 3007.A - 3001.C - 3008.B. Intercanviat motor 3008 pel 3012 l'any 2005. Preservada.            |
| 3010-3003-3011 | 1987-1988        | 31-01-1999          | Venuda a FEVE | 2009             | 2013                | FEVE 2351-5351-2352. Venuda al Perú el 2013.                                                      |
| 3012-3004-3013 | 1986-1987        | 31-01-1999          | Venuda a FGV  | 1999             | 2005                | FGV 3013.A - 3004.C - 3012.B. Intercanviat motor 3012 pel 3008 l'any 2005. Desballestada el 2006. |
| 3014-3002-3015 | 1986-1987        | 31-01-1999          | Desballestada | -                | -                   | Desballestada per FGC el 2003.                                                                    |

Així doncs, des de la construcció i aquells vehicles que van subir uns quants reformes, adquirits per la Compañía General de los Ferrocarriles Catalanes han tingut una vida activa de més de cinquanta anys (els de Ferrostaal), o de més de quaranta (els de MAN), vida que encara segueix per alguns a l'altra banda de l'Atlàntic.